# شهرویران (دیلم)
شهرویران، روستایی است از توابع بخش امام حسن در شهرستان دیلم استان بوشهر ایران.

## جمعیت
این روستا در دهستان لیراوی میانی قرار دارد و بر اساس سرشماری سال ۱۳۸۵ جمعیت آن ۱۹نفر (۵خانوار) می‌باشد.